# Караджала
Караджала (груз. ყარაჯალა) — село в Грузії.
За даними перепису населення 2014 року в селі проживає 4891 особа.